# Thallium
 Ikke at forveksle med Thulium og Thorium.
Thallium (RO: Tallium) er et grundstof med kemisk symbol Tl og atomnummer 81 i det periodiske system. Thallium i sin rene, isolerede form er gråt og blødt og minder om tin, men ændrer farve ved kontakt med luft. Det forekommer ikke i sin rene form i naturen. Thallium blev opdaget i 1861 af kemikerne William Crookes og Claude-Auguste Lamy (uafhængigt af hinanden) i rester fra produktionen af svovlsyre. Begge benyttede den nyligt opfundne metode flammespektroskopi, ved hvilken thallium danner en markant grøn spektrallinje. Navnet thallium, fra græsk θαλλός, thallos, blev givet af Crookes. Året efter isolerede Lamy thallium ved hjælp af elektrolyse.
Thallium optræder i oxidationstrin +3 og +1 i salte. Thallium i oxidationstrin +3 minder om de andre grundstoffer i gruppe 13 (bor, aluminium, gallium og indium). I oxidationstrin +1, som er langt mere almindelig hos thallium end hos de andre gruppe 13-grundstoffer, opfører thallium sig dog mere som et alkalimetal; geologisk set forekommer thallium(I) fortrinsvis i kalium-holdige malme, og i organismen (ved indtagelse) håndteres det på mange måder som kaliumioner (K+) af cellernes ionpumper.
Kommercielt produceres thallium ikke fra kaliummalme, men som et biprodukt ved raffinering af tungmetalsulfid-malme. Omkring 60-70 % af det producerede thallium bruges i elektronikindustrien, og resten finder anvendelse i den farmaceutiske industri og ved glasfremstilling. Det bruges desuden i infrarøde detektorer. Den radioaktive isotop thallium-201 anvendes i små, ugiftige mængder (i form af det opløselige klorid TlCl) til nuklearmedicinsk scanning i forbindelse med en type hjertediagnostik.
Opløselige thalliumsalte (af hvilke mange er nærmest uden smag) er yderst giftige og er tidligere blevet anvendt som rottegift og insekticider. Brugen af thallium til skadedyrsbekæmpelse er blevet begrænset eller forbudt i mange lande. Thalliumforgiftning resulterer bl.a. i hårtab. Historisk set har thallium været populært som mordvåben (i lighed med arsenik). I filmen Spectre blev Mr. White forgiftet af thallium.

## Egenskaber
Thallium er ekstremt blødt og formbart og kan ved stuetemperatur skæres med en kniv. Isoleret er thallium gråt og skinnende, men ved kontakt med luft antager overfladen en mat, blygrå farve, idet der dannes et oxidlag. I fugtig luft dannes der thalliumhydroxid på overfladen. Luftens påvirkning kan forhindres ved nedsænkning i olie. Thallium opløses hurtigt i svovl- og salpetersyre under dannelse af hhv. sulfat- og nitratsalte, hvorimod saltsyre fører til dannelsen af et uopløseligt lag af thallium(I)chlorid. Thalliums standardelektrodepotential er −0,34 V, en anelse højere end for jern(II) (−0,44 V).

### Isotoper
Thallium har 25 kendte isotoper med atomare masser mellem 184 og 210 u. 203Tl og 205Tl er de eneste stabile isotoper, og 204Tl er den mest stabile radioaktive isotop med en halveringstid på 3,78 år.
205Tl udgør det sidste henfaldsprodukt i 4n+1-henfaldsserien (også kendt som neptunium-serien).
202Tl (halveringstid 12,23 dage) kan fremstilles i en cyklotron, hvorimod 204Tl dannes ved neutronaktivering af stabilt thallium i en kernereaktor.
201Tl (halveringstid 73 timer) henfalder ved elektronindfangning under udsendelse af Hg-røntgenstråling (ca. 70-80 keV) og fotoner med 135 og 167 keV i 10 % af den samlede forekomst; denne isotop kan derfor anvendes til medicinsk billeddannelse uden at udsætte patienten for en farlig strålingsdosis. Det er den almindeligst benyttede isotop ved kernemedicinsk hjertediagnostik.
208Tl (halveringstid 3,05 minutter) opstår naturligt ved henfald af thorium. Isotopen afgiver gammastråling ved 2615 keV, hvilket er det dominerende højenergiske bidrag til baggrundsstrålingen.

### Kemiske egenskaber
Thalliums to almindeligste oxidationstrin er +1 og +3. De fleste forbindelser af thallium(I) minder om de tilsvarende forbindelser af kalium og sølv (thallium(I)'s ionradius er 1,47 Å, mens kaliums ionradius er 1,33 Å og sølvs 1,26 Å), hvilket gjorde, at thallium nogle gange blev opfattet som et alkalimetal i Europa (dog ikke i Storbritannien) i årene umiddelbart efter dets opdagelse.:126  F.eks. reagerer det vandopløselige, stærkt basiske thallium(I)hydroxid med carbondioxid under dannelse af vandopløseligt thalliumcarbonat. Dette carbonat er det eneste vandopløselige tungmetalcarbonat. Ligheden med sølvforbindelser ses hos halogenid-, oxid- og sulfidforbindelserne. Thallium(I)bromid er en lysfølsom gul forbindelse meget lig sølvbromid, mens det sorte thallium(I)oxid og thallium(I)sulfid minder meget om sølvoxid og sølvsulfid.
Forbindelser af thallium i oxidationstrin +3 minder om de tilsvarende forbindelser af aluminium(III). De er middelstærke oxidationsmidler, hvilket fremgår af standardelektrodepotentialet på +0,72 V for reaktionen Tl3+ + 3 e- → Tl (s). Thallium(III)oxid er et sort, fast stof, der ved 800 °C dekomponerer til thallium(I)oxid og dioxygen.

## Historie
Thallium (af græsk θαλλός, thallos, dvs. "en grøn kvist") blev opdaget i 1861 ved hjælp af flammespektroskopi. Navnet skyldes thalliums klare grønne spektrallinje.
Efter offentliggørelsen af en forbedret flammespektroskopi-metode udviklet af Robert Bunsen og Gustav Kirchhoff og opdagelsen af cæsium og rubidium i hhv. 1859 og 1860 blev flammespektroskopi en anerkendt metode til bestemmelse af mineralers og kemiske produkters bestanddele. William Crookes og Claude-Auguste Lamy begyndte begge at bruge metoden. Crookes benyttede den til at undersøge selenforbindelser fra blykammeret på en svovlsyrefabrik ved Abberode i Harzen for tellur. Prøverne til sine undersøgelser af selencyanid havde han modtaget nogle år forinden. I 1862 lykkedes det Crookes at isolere små mængder af det nye grundstof thallium og måle egenskaberne for nogle af dets forbindelser. Claude-Auguste Lamy benyttede et spektrometer magen til Crookes' til at bestemme indholdet af en selenholdig substans, der dannedes ved produktion af svovlsyre ud fra mineralet pyrit. Herved opdagede han den karakteristiske grønne spektrallinje og konkluderede, at der var et hidtil ukendt grundstof til stede. Lamy havde modtaget sine prøver fra sin ven Fréd Kuhlmanns svovlsyrefabrik, hvor biproduktet var til stede i stor mængde. Fra denne kilde begyndte Lamy at isolere grundstoffet. Det lykkedes ham at isolere store mængder thallium, hvilket gjorde ham i stand til at bestemme egenskaberne for mange af dets forbindelser og fremstille en lille blok af rent thallium, hvilket han gjorde ved at omsmelte thalliummet, han havde udvundet ved elektrolyse af thalliumsalte.
Eftersom begge kemikere opdagede thallium uafhængigt af hinanden, og en stor del af arbejdet, især isoleringen af rent thallium, var blevet foretaget af Lamy, forsøgte Crookes at hævde sin del af æren. I 1862 modtog Lamy en medalje ved den internationale udstilling i London "for opdagelsen af en ny og rigelig thalliumkilde", og efter kraftige protester modtog Crookes ligeledes en medalje "for opdagelsen af det nye grundstof thallium". Uoverensstemmelsen mellem de to kemikere fortsatte gennem 1862 og 1863, men aftog, da Crookes i juni 1863 blev optaget i Royal Society.
Thallium blev hovedsageligt brugt som et giftstof til bekæmpelse af gnavere. Efter talrige ulykker blev brugen af thallium forbudt i USA ved executive order 11643 i februar 1972. I de følgende år forbød mange andre lande brugen af thallium.

## Forekomst og produktion
Skønt thallium forekommer i moderat mængde i jordskorpen med en anslået koncentration på 0,7 mg/kg, for det meste sammen med kaliumholdige mineraler i ler, jord og granit, er det ikke økonomisk rentabelt at udvinde thallium fra disse kilder. I praksis udvindes thallium som et sporstof i sulfidmalme af kobber, bly, zink og andre tungmetaller.
Thallium findes i mineralerne crookesit, TlCu7Se4, hutchinsonit, TlPbAs5S9, og lorandit, TlAsS2. Thallium forekommer desuden som sporstof i pyrit, og ved ophedning af pyrit i forbindelse med produktion af svovlsyre udvindes thallium som et biprodukt.
Thallium kan desuden isoleres ved udsmeltning af bly- og zinkmalme. Thallium findes i manganknolde på havbunden, men indsamling af disse knolde forhindres af de høje omkostninger. Dertil kommer risikoen for at beskadige havmiljøet. Derudover findes der i naturen adskillige andre thalliummineraler, med et thalliumindhold på mellem 16 og 60 %, i form af komplekser af sulfider eller selenider med antimon, arsen, kobber, bly og/eller sølv. Disse mineraler er imidlertid sjældne og har ingen kommerciel betydning som thalliumkilder. Ved Allchar i det sydlige Makedonien er der som det eneste sted i verden blevet gravet efter thallium. Allchar-lejet skønnes at indeholde endnu 500 ton thallium og er en kilde til sjældne thalliummineraler, f.eks. lorandit.
United States Geological Survey (USGS) anslår, at verdens årlige produktion af thallium er omkring ti ton som et biprodukt ved udsmeltning af kobber-, zink- og blymalme. Thallium udvindes enten fra asken eller slaggerne, der opsamles i slutningen af udsmeltningsprocessen. Råstofferne, som benyttes til produktion af thallium, er forurenet med andre stoffer og skal derfor i første omgang raffineres. Thalliummet udvaskes ved hjælp af en base eller svovlsyre. Thalliummet udfældes gentagne gange fra opløsningen. Til sidst omdannes det til thalliumsulfat, og thalliummet opsamles på plader af platin eller rustfrit stål ved elektrolyse. Produktionen af thallium faldt med omtrent 33 % i perioden fra 1995 til 2009 – fra omkring 15 ton til omkring 10 ton. Idet der findes talrige små lejer og årer med relativt højt thalliumindhold, er det muligt at øge produktionen, såfremt et nyt anvendelsesområde, f.eks. en hypotetisk thalliumholdig højtemperatur-superleder, bliver praktisk muligt uden for laboratorieregi.

## Anvendelser

### Historiske anvendelser
Det lugt- og smagløse thallium(I)sulfat (Tl2SO4) blev tidligere brugt som myre- og rottegift. I USA har denne brug af thallium været forbudt pga. sikkerhedsrisici. I årene efter fulgte mange andre lande USA's eksempel. Thalliumsalte har været brugt i behandlingen af ringorm, andre hudinfektioner og til at hjælpe tuberkulosepatienter til at svede mindre om natten. Denne brug er dog blevet indskrænket som følge af thalliums lave terapeutiske indeks (hos mennesker forholdet mellem den giftige dosis og den terapeutiske dosis) og udviklingen af mere avancerede præparater mod disse sygdomstilstande.

### Optik
Krystaller af thallium(I)bromid og thallium(I)iodid er blevet brugt i infrarød optik, idet de er hårdere end andre almindelige infrarøde optiske materialer, og fordi de har transmission ved betydeligt længere bølgelængder. Handelsnavnet KRS-5 dækker over denne type materiale. Thallium(I)oxid er blevet brugt til fremstilling af optiske glas med højt brydningsindeks. Thallium, i kombination med svovl eller selen og arsen, er blevet brugt til produktion af glas med høj massefylde og lavt smeltepunkt (i intervallet 125-150 °C). Ved stuetemperatur har disse typer glas egenskaber som almindelige glastyper og er holdbare, uopløselige i vand og i besiddelse af unikke brydningsindeks.

### Elektronik
Thallium(I)sulfids elektriske konduktans ændrer sig, når det udsættes for infrarød stråling, hvilket gør det velegnet i fotoresistorer. Thalliumselenid er blevet brugt i et bolometer (et apparat til måling af intensiteten af indkommende stråling ved opvarmning af et materiale med temperaturafhængig elektrisk modstand). "Forurening" af halvledere af selen med thallium øger deres ydeevne, og thallium bruges derfor i spormængder i selenensrettere. En anden brug af "forurening" med thallium er i krystaller af natriumiodid i gammastrålingsdetektorer. Krystallerne forurenes med en lille smule thallium for at øge deres ydeevne som scintillationsgeneratorer. Forskere fra Ohio State University i USA har benyttet en thallium-bly-tellurid-forbindelse til at lave et materiale, der omdanner varmeenergi til elektricitet. Thallium forekommer desuden i elektroderne i visse typer elektrogalvaniske brændselsceller.

### Højtemperatur-superledere
Der forskes i at udvikle højtemperatur-superledende materialer til brug i MR-scanning, lagring af magnetisk energi, magnetiske sejl, produktion af elektricitet og i ledninger. Forskningnen i thalliums anvendelsesmuligheder begyndte efter opdagelsen af den første thallium-barium-calcium-kobberoxid-superleder i 1988. Der er blevet opfundet thalliumcuprat-superledere med ledningstemperaturer over 120 K (−153 °C). Nogle typer kviksølv-"forurenede" thalliumcuprat-superledere har ledningstemperaturer over 130 K (−143 °C) ved atmosfærisk tryk.

### Medicinsk brug
Før udbredelsen af technetium-99m i kernemedicinsk diagnostik spillede den radioaktive isotop thallium-201 (halveringstid 73 timer) en hovedrolle i myokardial perfusionsscanning. Denne isotop bruges fortsat i stresstests af patienter med iskæmisk hjertesygdom. Thallium-201 kan dannes ved hjælp af en transportabel generator magen til technetium-99m-generatoren. Generatoren indeholder bly-201 (halveringstid 9,33 timer), som henfalder til thallium-201 via elektronindfangning. Bly-201 kan fremstilles i en cyklotron ved bombardement af thallium med protoner eller deuteroner via (p,3n)- og (d,4n)-reaktioner.

#### Thallium-stresstest
En thallium-stresstest er en type scintigrafi, hvor det udnyttes, at mængden af thallium i et væv korrelerer med blodforsyningen til det pågældende væv. Levende hjertemuskelceller har normale natrium-kalium-pumper i deres cellemembraner. Tl+-kationer forveksles med K+-kationer og transporteres af pumperne ind i cellerne. Fysisk træning og det blodfortyndende lægemiddelstof dipyridamol fremmer udvidelse af normale kranspulsårer (vasodilation). Dette medfører mindsket blodforsyning til kranspulsårerne ("coronary steal"). Iskæmiske områder og områder med infarkt vil derfor blive endnu mere iskæmiske. Præ- og post-stress-thallium kan indikere områder, som ville have gavn af myokardial revaskularisering (gendannelse af blodårer). Redistribution indikerer "coronary steal" og tilstedeværelse af iskæmisk hjertesygdom.

### Andre anvendelser
En kviksølv-thallium-legering med 8,5 % thallium fryser ved −60 °C, omtrent 20 °C under kviksølvs normale frysepunkt. Denne legering anvendes i termometre og lavtemperaturs-afbrydere. I organisk kemisk syntese er thallium(III)-salte, f.eks. thalliumtrinitrat eller thalliumtriacetat, nyttige reagenser til forskellige omdannelser af aromater, ketoner, alkener mv. Thallium indgår i legeringen i anodepladerne i magnesiumhavbatterier. Opløselige thalliumsalte sættes til forgyldningsbade for at øge forgyldningshastigheden og mindske størrelsen af kornene i guldlaget.
En mættet vandig opløsning af lige dele thallium(I)formiat (TlCHO2) og thallium(I)malonat (Tl(C3H3O4)) er kendt som en Clerici-opløsning. Det er en mobil lugtløs væske, hvis farve skifter fra gullig til farveløs ved faldende koncentration af thalliumsaltene. Med en massefylde på 4,25 g/cm3 ved 20 °C er Clerici-opløsningen en af de tungeste kendte vandige opløsninger. Den blev i det 20. århundrede brugt til at måle massefylden af mineraler (ved flydemetoden), men på grund af den høje giftighed og ætsningsfare er brugen ophørt.
Thalliumiodid bruges i metal-halogenid-lamper, ofte sammen med et eller to halogenider af andre metaller. Det gør det muligt at optimere lampens temperatur og farvegengivelse samt forskyde lysspektret mod det grønne område, hvilket er brugbart i undervandsbelysning.

## Giftighed
Thallium og thalliumforbindelser er ekstremt giftige og skal håndteres varsomt. Der har været talrige tilfælde af dødelige forgiftninger med thallium. Ved smeltning af thallium er tilstrækkelig ventilation påkrævet. Udsættelse for thallium ved indånding bør ikke overskride 0,1 mg/m³ i et 8-timers tidsvægtet gennemsnit (svarende til en 40-timers-arbejdsuge). Thallium(I)-forbindelser har en høj vandopløselighed og optages let gennem huden; hudkontakt skal undgås, da udsættelse for thallium ved optagelse gennem huden kan overskride den tilladte maksimumdosis. Thallium er mistænkt for at være carcinogent for mennesker. Thalliumforbindelser har i lang tid været lettilgængelige som rottegift. Dette, kombineret med deres høje vandopløselighed og mangel på smag, har ført til hyppige forgiftninger forårsaget af uheld eller kriminelle handlinger. Scotland Yard undersøgte tidligt i sagen om den tidligere KGB-agent Alexander Litvinenkos død pålydender om, at han skulle være blevet forgiftet med thallium, da han udviste flere klassiske symptomer på thalliumforgiftning (hårtab, skade på perifere nerver).

### Behandling for thalliumforgiftning
Den primære metode til fjernelse af thallium (radioaktivt såvel som normalt) fra menneskekroppen er at bruge berlinerblåt, en jernholdig forbindelse der absorberer thallium. Der gives op til 20 g berlinerblåt oralt pr. dag til patienten; det passerer gennem fordøjelsessystemet og ud via afføringen. Hæmodialyse og hæmoperfusion bruges til at fjerne thallium fra blodplasmaet. Senere i behandlingen gives ekstra kalium for at udskille thallium fra vævet.

## Forurening
Ifølge det amerikanske Environmental Protection Agency (EPA) omfatter menneskeskabte kilder til thalliumforurening gasudledning fra cementfabrikker og kulfyrede kraftværker samt udledning af spildevand fra industri og forbrugere. Hovedkilden til forhøjede thalliumkoncentrationer i grundvand er udslip af thallium ved forarbejdning af metalmalm.